# Плютеевые
Плюте́евые (лат. Pluteaceae) — семейство грибов порядка Агариковые (Agaricales). Некоторые микологи (С. П. Вассер) относят его вместе с сем. Аманитовые (Amanitaceae) к порядку Аманитальных (Amanitales). В 10 издании «Словаря грибов Эйнсуорта и Бисби» этот порядок не выделяют из Agaricales.
К семейству относят около 180 видов в 3 родах.

## Описание
Плодовые тела шляпконожечные, центральные или эксцентрические, обычно от небольших до средних размеров. Типы развития — гимнокарпный, паравелангиокарпный, пилангиокарпный, пилеостипитокарпный (у Pluteus); бульбангиокарпный и пилеокарпный (у Volvariella).
Шляпка колокольчатая или выпуклая, позже выпукло-распростёртая или плоская, часто с центральным бугорком, легко отделяется от ножки. Поверхность гладкая или покрыта радиальными волокнами, шелковистая или чешуйчатая. Окраска разнообразная — от белой до почти чёрной, часто коричнево-бурых оттенков, иногда жёлтая.
Мякоть белая или слегка желтоватая, на срезе не изменяется, запах и вкус обычно слабо выражены.
Гименофор пластинчатый, пластинки свободные, сначала белые, затем от розовые до буровато- или коричневато-розовых, иногда с более тёмноокрашенным (до бурого) краем.
Ножка цилиндрическая, в основании может быть вздутая, мясистая, ломкая, сплошная или полая. Поверхность голая, волокнистая или чешуйчатая.
Остатки покрывал: у рода Pluteus кольцо и вольва отсутствуют, для вольвариелл характерно наличие вольвы (её обрывки могут присутствовать и на поверхности шляпки), для Chamaeota — кольца.
Споровый порошок от розового до коричнево-розового, споры от округлых до яйцевидных, иногда веретеновидные, гладкие, светло-розовые, неамилоидные, цианофильные.
Трама пластинок инверсного строения, могут иметься цистиды разнообразные по форме, часто цилиндрические или бутылковидные, могут быть пузыревидные или с придатком, заканчивающимся крючками или зубцами. Наличие хейлоцистид характерно для всех видов, плевроцистиды могут отсутствовать.
Гифы шляпки могут быть с пряжками или без.

## Экология
Плютеевые — в основном дереворазрушающие, иногда подстилочные или почвенные сапрофиты. Растут на различных субстратах: отмершая древесина, валежник, подстилка, почва, некоторые виды — на разлагающихся плодовых телах других грибов. Встречаются на живых ослабленных деревьях, но опасных паразитов среди них нет.
Распространены на всех континентах, кроме Антарктиды. Обитают в лесах и насаждениях, на лугах, в степях и полупустынях, могут вырастать в теплицах.

## Практическое значение
Большинство видов семейства не обладают высокими кулинарными качествами и считаются несъедобными или низкокачественными съедобными грибами, но есть и виды, промышленно культивируемые (вольвариелла вольвовая). Ядовитых видов немного, некоторые обладают галлюциногенным действием.